# 157271 Gurtovenko
157271 Gurtovenko è un asteroide della fascia principale. Scoperto nel 2004, presenta un'orbita caratterizzata da un semiasse maggiore pari a 2,3452931 UA e da un'eccentricità di 0,2732702, inclinata di 9,41972° rispetto all'eclittica.
L'asteroide è dedicato all'astronomo ucraino Ernest Andriyovyč Gurtovenko.